# Milligania lindoniana
Milligania lindoniana är en enhjärtbladig växtart som beskrevs av Rodway och Winifred Mary Curtis. Milligania lindoniana ingår i släktet Milligania och familjen Asteliaceae.
Artens utbredningsområde är Tasmanien. Inga underarter finns listade i Catalogue of Life.